# Amata tricingulata
Amata tricingulata là một loài bướm đêm thuộc phân họ Arctiinae, họ Erebidae.